# Pipe nomeado
Na ciência da computação, um pipe nomeado (também chamado de named pipe ou FIFO) é uma extensão do conceito de encadeamento do sistema Unix e dos seus métodos de comunicação entre processos. O mesmo conceito é encontrado no Microsoft Windows, apesar da sua semântica ser razoavelmente diferente. Uma canalização tradicional (anônima) dura somente o tempo de execução do processo e, por outro lado, o pipe nomeado persiste além da vida do processo e precisa ser "desligado" ou apagado quando não é mais usado. Os processos geralmente se conectam a um pipe nomeado (normalmente um arquivo) quando necessitam realizar alguma comunicação com outro processo (IPC).

## Pipe nomeado no Unix
Ao contrário do pipe convencional, não nomeado e de console, um pipe nomeado é criado explicitamente utilizando-se os comandos mkfifo() ou mknod(). Dois processos podem utilizar este pipe através do seu nome.
Por exemplo, pode-se criar um pipe e instruir o programa gzip para comprimir aquilo que é enviado (canalizado - piped) para ele.
```
 
mkfifo
 
meu_pipe

 
gzip
 
-9
 
-c
 
<
 
meu_pipe
 
>
 
saida.gz
 
&

```

Em um shell de processo separado, independentemente, poderiam ser enviados os dados a serem comprimidos:
```
 
cat
 
arquivo
 
>
 
meu_pipe

```

O pipe nomeado pode ser deletado como qualquer arquivo:
```
 
rm
 
meu_pipe

```

Um pipe nomeado pode ser usado para transferir informações de uma aplicação para outra sem o uso de um arquivo temporário intermediário. Por exemplo, você pode canalizar (pipe) a saída do gzip em um pipe nomeado desta forma:
```
 
mkfifo
 
--mode
=
0666
 
/tmp/pipeNomeado

 
gzip
 
--stdout
 
-d
 
arquivo.gz
 
>
 
/tmp/pipeNomeado

```

Então carregar os dados descomprimidos em uma tabela MySQL desta forma:
```
 
LOAD
 
DATA
 
INFILE
 
'/tmp/pipeNomeado'
 
INTO
 
TABLE
 
nomeDaTabela
;

```

Sem este pipe nomeado seria necessário escrever a versão descomprimida inteira do arquivo.gz antes de carregá-lo no MySQL. Escrever o arquivo temporário é demorado e resulta em mais E/S e menos espaço livre no disco rígido.
O terminal de linha de comando do PostgreSQL, o psql, também suporta o carregamento de dados de pipes nomeados. 

## Pipe nomeado no Windows
No Windows, o projeto do pipe nomeado foi influenciado pela comunicação cliente-servidor e, por isso, eles se parecem muito mais com sockets do que com operações convencionais de escrita e leitura. O Windows suporta um "modo passivo" para aplicações servidoras (comparável com os domain sockets do Unix). O Windows 95 suporta pipes nomeados em modo cliente que, no Windows NT, também podem atuar como servidores.
O pipe nomeado pode ser acessado como um arquivo. As funções CreateFile, ReadFile, WriteFile e CloseHandler, da SDK Win32, podem ser utilizadas para abrir, ler, escrever e fechar um pipe. As funções da biblioteca C, como fopen, também podem ser utilizadas para operações em pipes nomeados, ao contrário do caso dos Windows Sockets, onde a comunicação em rede não foi implementada como operações padrão de I/O em arquivos. Não existe interface de linha de comando como nos sistemas Unix.
O pipe nomeado não é permanente e não pode ser criado como um arquivo especial em sistemas de arquivo que permitam escrita, como no Unix. O pipe é volátil (é liberado após a última referência para ele ser fechada), é alocado na raiz do named pipe filesystem (NPFS) e é montado através do caminho especial \\. \pipe\ (isto é, um pipe nomeado como "foo" deve ter um nome de caminho de \\.\pipe\foo). O pipe anônimo dos comandos de encadeamento é na realidade um pipe nomeado com um nome aleatório.

## Pipe nomeado numa rede Windows
O pipe nomeado também é utilizado como protocolo de rede da suíte Server Message Block (SMB). O IPC do SMB pode passar o contexto de autenticação do usuário de maneira transparente através de pipes nomeados. Toda a suíte de serviços de um domínio do Windows NT é implementada através de pipes nomeados.